# Одо Бургундски
Одо Бургундски или Юд Бургундски (на френски: Eudes de Bourgogne, Eudes de Nevers, * 1231, † 4 август 1266, Акон, Йерусалимско кралство) от Старата бургундска династия, е граф на Невер, Оксер и Тонер (1254 – 1262).

## Биография
Той е най-възрастният син и наследник на херцог Хуго IV от Бургундия (1212 – 1272) и първата му съпруга Йоланда от Дрьо (1212 – 1248).
През февруари 1248 г. баща му го жени за Матилда дьо Бурбон-Дампиер (1234 – 1262), наследничка на Невер, Оксер и Тонер. Със смъртта на Матилда през 1262 г. най-възрастната дъщеря Йоланда (Йоланта) наследява графствата Невер, Оксер и Тонер, от които през 1273 г. дава две на нейните сестри. Одо отива в Светите земи, където е убит през 1266 г. при защитата на Акон.

## Деца
Одо и Матилда имат 4 дъщери:
- Йоланда (1247 – 1280), 1262 графиня на Невер, Оксер и Тонер, ∞ I Жан Тристан Френски (1250 – 1270, син на френския крал Луи IX), ∞ II Роберт от Дампиер
- Маргарита (1234 – 1308), ∞ 1268 г. Карл I Анжуйски, крал на Сицилия и Неапол
- Алиса (1254 – 1290), 1273 графиня на Оксер, ∞ 1268 Жан I от Шалон († 1309)
- Жана (1253 – 1271)